# NGC 317B
NGC 317B في الفهرس العام الجديد، هي مجرة، تقع في كوكبة المرأة المسلسلة. اكتشفت في 1 أكتوبر 1885 بواسطة لويس سويفت.

## روابط خارجية
- NGC 317B على موقع ويكي سكاي: DSS2, SDSS, GALEX, IRAS, Hydrogen α, X-Ray, Astrophoto, Sky Map, Articles and images